# Naoki Matsushita
Naoki Matsushita (jap. 松下 直樹, Matsushita Naoki; * 6. Juni 1978 in der Präfektur Fukushima) ist ein ehemaliger japanischer Fußballspieler.

## Karriere
Matsushita erlernte das Fußballspielen in der Schulmannschaft der Sendai Daini High School. Seinen ersten Vertrag unterschrieb er 1997 bei JEF United Ichihara. Der Verein spielte in der höchsten Liga des Landes, der J1 League. 1998 erreichte er das Finale des J.League Cup. Für den Verein absolvierte er 19 Erstligaspiele. Ende 1998 beendete er seine Karriere als Fußballspieler.

## Erfolge
JEF United Ichihara
- J.League Cup

Finalist: 1998